# Csinani metró
A Csinani metró (egyszerűsített kínai írással: 济南地铁,  pinjin: Jǐnán Dìtiě), ismert még mint Jinan Rail Transit (egyszerűsített kínai írással: 济南轨道交通,  pinjin: Jǐnán Guǐdào Jiāotōng) Kínában található Csinan városban és vonzáskörzetében. A metróhálózat hossza 2024 áprilisában 84,25 km, a metróvonalak száma 3 és az állomások száma 40 volt. Éves utasforgalma 5 750 000 fő (2019). Az első vonal 2019. április 1-én nyílt meg.

## Forgalom
Az utasforgalom az elmúlt években az alábbi módon változott:
| 2019 | 5 750 000 |